# 王永良 (雷达技术专家)
王永良（1965年6月—），男，浙江嘉兴人，中国雷达技术专家，空军预警学院教授，中国科学院院士。

## 生平
1987年毕业于空军雷达学院，1990年和1994年在西安电子科技大学获得硕士和博士学位。
2015年当选为中国科学院院士。